# Drepanogynis exemptaria
Drepanogynis exemptaria là một loài bướm đêm trong họ Geometridae.